# Torrena
Torrena war ein geplanter Fernsehturm im mexikanischen Guadalajara, der 336,5 Meter hoch werden sollte. Damit wäre er der höchste Fernsehturm Lateinamerikas geworden. Ähnlich dem CN Tower war für den Torrena ein Glasboden und ein Drehrestaurant geplant. Die Bauarbeiten für das Projekt begannen im Frühling 2005, wurden allerdings 2009 eingestellt. Offiziell abgesagt wurde der Turmbau 2010 und stattdessen der Bau eines 52-stöckigen Hochhauses angekündigt.